# Orientalisch Kurzhaar
| Orientalisch Kurzhaar          | Orientalisch Kurzhaar   |
| Orientalisch Kurzhaar          | Orientalisch Kurzhaar   |
| Standard Nr.                   | Standard Nr.            |
| ------------------------------ | ----------------------- |
| Schulterhöhe                   |                         |
| Länge                          |                         |
| Gewicht                        | Kater: Ø kg Katze: Ø kg |
| erlaubte Farben                |                         |
| nicht erlaubte Farben          |                         |
| erlaubte Fellzeichnungen       |                         |
| nicht erlaubte Fellzeichnungen |                         |
| Liste der Katzenrassen         |                         |

Die Orientalisch Kurzhaar ist eine Katzenrasse. 
Seit 1951 nahm Baronin von Ullman (Roofspringer Cattery, England) die Entwicklung einer neuen Siamkatzen-Varietät vor, die grüne Augen und ein kurzes, einfarbig braunes Fell haben sollte. Nach einigen missglückten Zuchtversuchen entstand die Orientalisch Kurzhaar, die seit 1972 als Rasse anerkannt ist. Die erste echte Orientalisch Kurzhaar war kastanienbraun. Diese Variante wird als Havana bezeichnet. Darüber hinaus bezeichnet man alle Katzen des Siamtyps – unabhängig vom Farbschlag – als Orientalen.

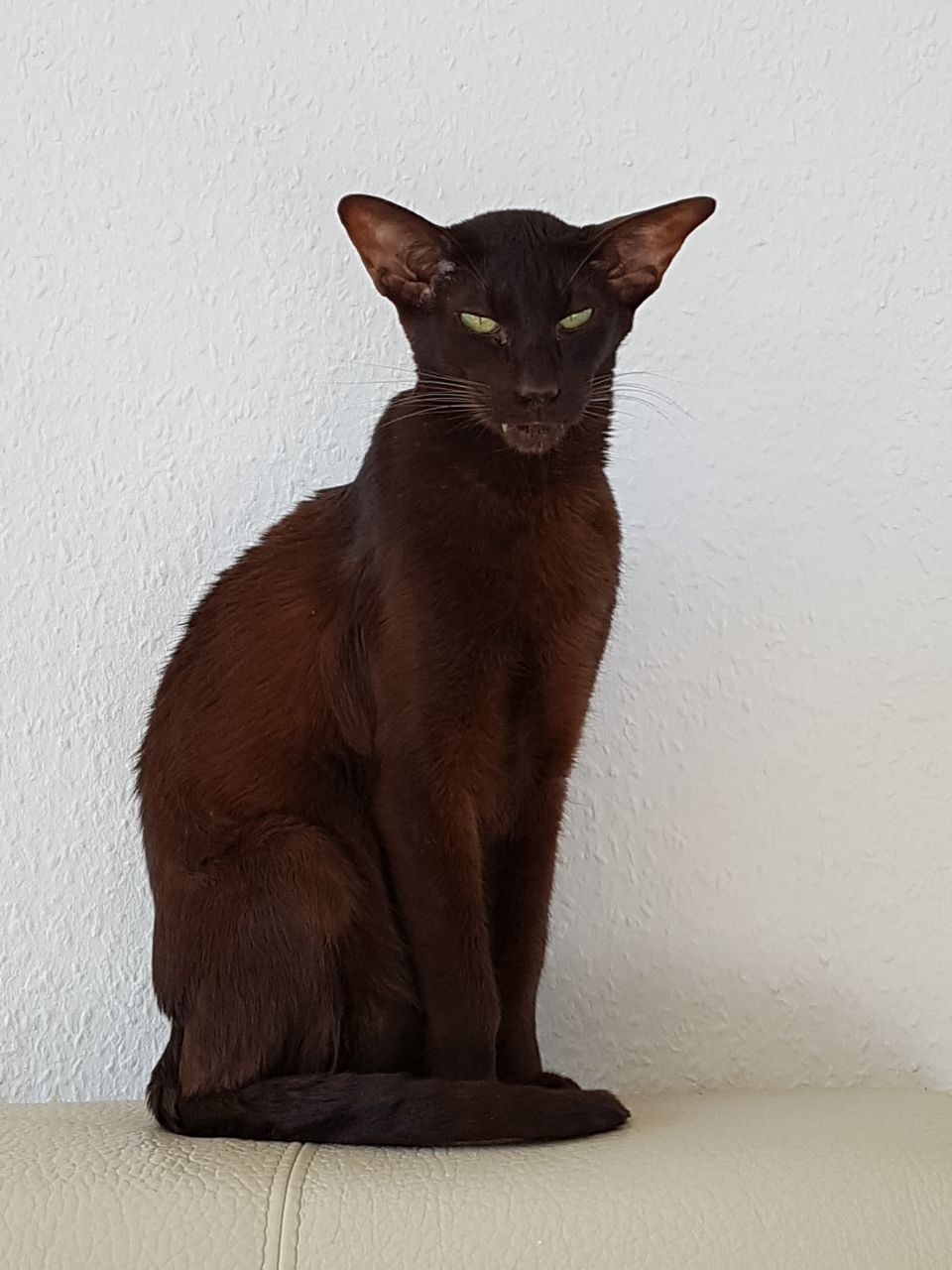
Orientalisch Kurzhaar

Die Rasse Orientalisch Kurzhaar wird als verspielt, neugierig, intelligent (oft wird beschrieben, dass die Katze in der Lage ist, Zimmer- und Schranktüren zu öffnen), aufgeschlossen, gesellig, kontaktfreudig, zärtlich, zutraulich und gesprächig beschrieben. Sie braucht viel Aufmerksamkeit. Sie lässt sich in den meisten Fällen an der Leine führen.
Sie kommt in 400 Varietäten und 30 Farben vor, wobei schwarz und blau die geläufigen sind. 
Die Weibchen bekommen ab einem Alter von 9 Monaten pro Wurf ca. 6 Junge.
Der Körper ist langgestreckt, schlank und muskulös. Die Beine sind zierlich. Der Schwanz ist lang und schlank (peitschenförmig). Der Kopf ist keilförmig, der Nasenrücken ist lang, die Ohren sind groß und spitz. Die Augen sind schräg und mandelförmig. Das Fell liegt eng an, ist fein, seidig und glänzend.